# René Fenouillère
René Victor Fenouillère, parfois orthographié Fenouillière (né à Portbail, Manche, le 22 octobre 1882 -  mort au combat au nord de Reims, le 4 novembre 1916), est un footballeur international français au parcours atypique.

## Biographie
Il débute chez les jeunes à l'US Avranches puis traverse la Manche pour faire ses études en Angleterre. On le retrouve ensuite en 1904 comme joueur du FC Barcelone dont il porte même le brassard de capitaine. Après ses expériences en Angleterre et en Espagne, il rejoint Paris et le Racing Club de France puis le Red Star, club créé selon la légende par de jeunes Normands montés à Paris pour leurs études et qui ont joué leur premier match avec un maillot blanc orné d’une étoile rouge, celui de l’US Avranches[réf. souhaitée], le premier club de Fenouillère.
Il est sélectionné une fois en équipe de France en 1908 à l'occasion des Jeux olympiques. Il est titulaire  face au Danemark lors du seul match de son équipe, mais ne peut éviter la plus lourde défaite de l'histoire de l'équipe de France (1-17). Il dispute son dernier match de football en 1915 à l'occasion d'une partie amicale entre Avranches et des troupes alliés.
Lors de la Première Guerre mondiale, René Fenouillère s'engage dans le 2e régiment d'infanterie de Granville. Il est blessé en 1915 dans un combat en Belgique. Il est rapatrié à Avranches. Guéri, il retourne au combat. Le sous-lieutenant Fenouillère meurt au front le 4 novembre 1916 surpris par l’ennemi en patrouille. Il est enterré au cimetière national de Sillery (Marne).
Durant les années 1930, son nom a été donné au stade de l'U.S. Avranches (capacité 2 000 places).

## Notes et références

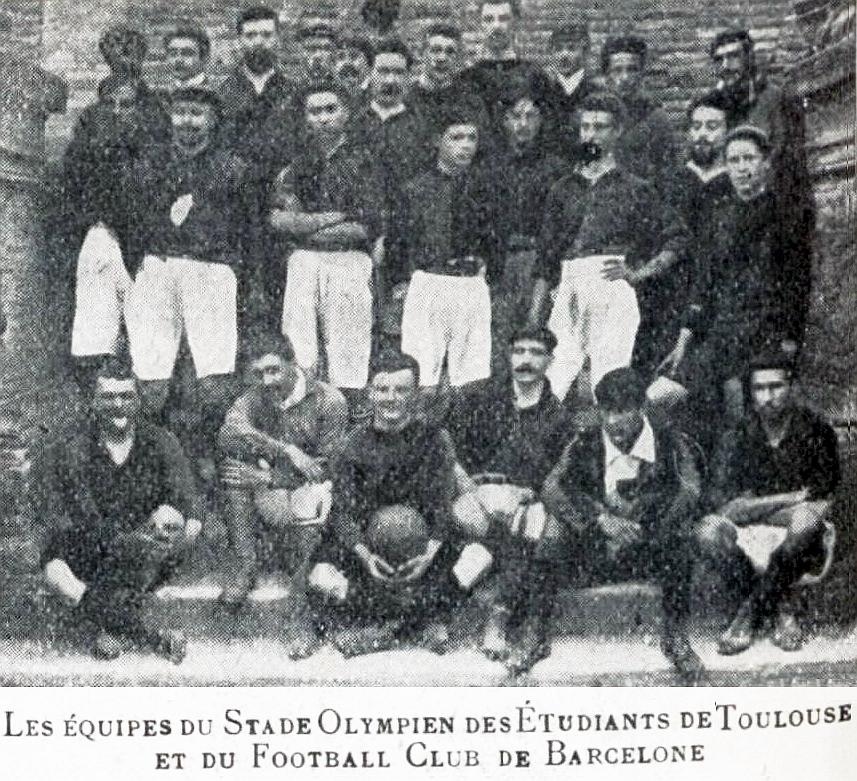
Équipes de football de SOEToulouse et du FC Barcelone - victoire de Barcelone à Toulouse 2-3, en mai 1904 (Fenouillère étant dans l'effectif du FC Barcelone).

## Clubs
- US Avranches ( France)
- FC Barcelone ( Espagne)
- RC Paris ( France)
- Red Star ( France)

## Source
- Jacques Simon, Un siècle de football normand, Éditions Charles Corlet, 1998, p.170.

## Liens externes

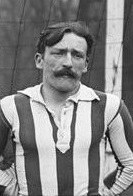
René Fenouillère, le 20 décembre 1908 avec le Red Star Amical Club.